# Liparis dennyi
Liparis dennyi és una espècie de peix pertanyent a la família dels lipàrids.

## Descripció
- Fa 30,5 cm de llargària màxima.
- Aleta caudal estreta i arrodonida.[5][6]

## Alimentació
Menja crustacis.

## Hàbitat
És un peix marí, demersal i de clima temperat que viu entre 73 i 225 m de fondària.

## Distribució geogràfica
Es troba al Pacífic oriental: des de les illes Aleutianes orientals fins a Puget Sound (Washington).

## Observacions
És inofensiu per als humans.